# Урожайна вулиця (Київ)
Урожа́йна ву́лиця — вулиця в Дарницькому районі міста Києва, місцевість Село Шевченка. Пролягає від Тростянецької вулиці до кінця забудови. Позначена на багатьох мапах, але фактично існує у вигляді проїзду між будинками.

## Історія
Урожайна вулиця виникла у 1930-ті роки як сполучення вулиць 53-я Нова, 205-а Нова і 206-а Нова, при забудові так званого села Шевченка. Сучасна назва — з 1953 року. Спочатку Урожайна вулиця пролягала паралельно сучасному Харківському шосе. 
Скорочена до сучасних розмірів у 1987 році, коли на місці приватного сектору почалося зведення багатоповерхівок Харківського масиву.
До Урожайної вулиці відноситься лише один будинок (№ 21) — залишок старої забудови села Шевченка, знесеної у 1980-х роках. Двоповерхова будівля, зведена у 1965 році, має по два під'їзди з кожного боку та по дві квартири в кожному під'їзді.